# Hongkongs curlingteam (gemengd)
Het Hongkongse curlingteam vertegenwoordigt Hongkong in internationale curlingwedstrijden.

## Geschiedenis
Hongkong debuteerde op het wereldkampioenschap curling voor gemengde landenteams ven 2017 in het Zwitserse Champéry. De eerste interland werd met 6-3 verloren van Israël. Hongkong won drie van de zeven wedstrijden en eindigde als drieëntwintigste. Het beste resultaat behaalde het land tegen Nigeria, in 2022 won het viertal van Jason Chang met 12-0 van het Nigeriaanse team. In dat jaar eindigde Hongkong op de gedeeld zeventiende plaats.

## Hongkong op het wereldkampioenschap
| Jaar | Plaats        | Skip          | WG            | W             | V             | PV            | PT            |
| ---- | ------------- | ------------- | ------------- | ------------- | ------------- | ------------- | ------------- |
| 2015 | Geen deelname | Geen deelname | Geen deelname | Geen deelname | Geen deelname | Geen deelname | Geen deelname |
| 2016 | Geen deelname | Geen deelname | Geen deelname | Geen deelname | Geen deelname | Geen deelname | Geen deelname |
| 2017 | 23            | Jason Chang   | 7             | 3             | 4             | 38            | 42            |
| 2018 | 21            | Jason Chang   | 8             | 3             | 5             | 39            | 47            |
| 2019 | 18            | Jason Chang   | 7             | 4             | 3             | 46            | 32            |
| 2022 | 17            | Jason Chang   | 8             | 4             | 4             | 46            | 52            |
| 2023 | 31            | Jason Chang   | 7             | 1             | 6             | 21            | 56            |
| 2024 | 24            | Jason Chang   | 7             | 3             | 4             | 38            | 37            |